# Midlands

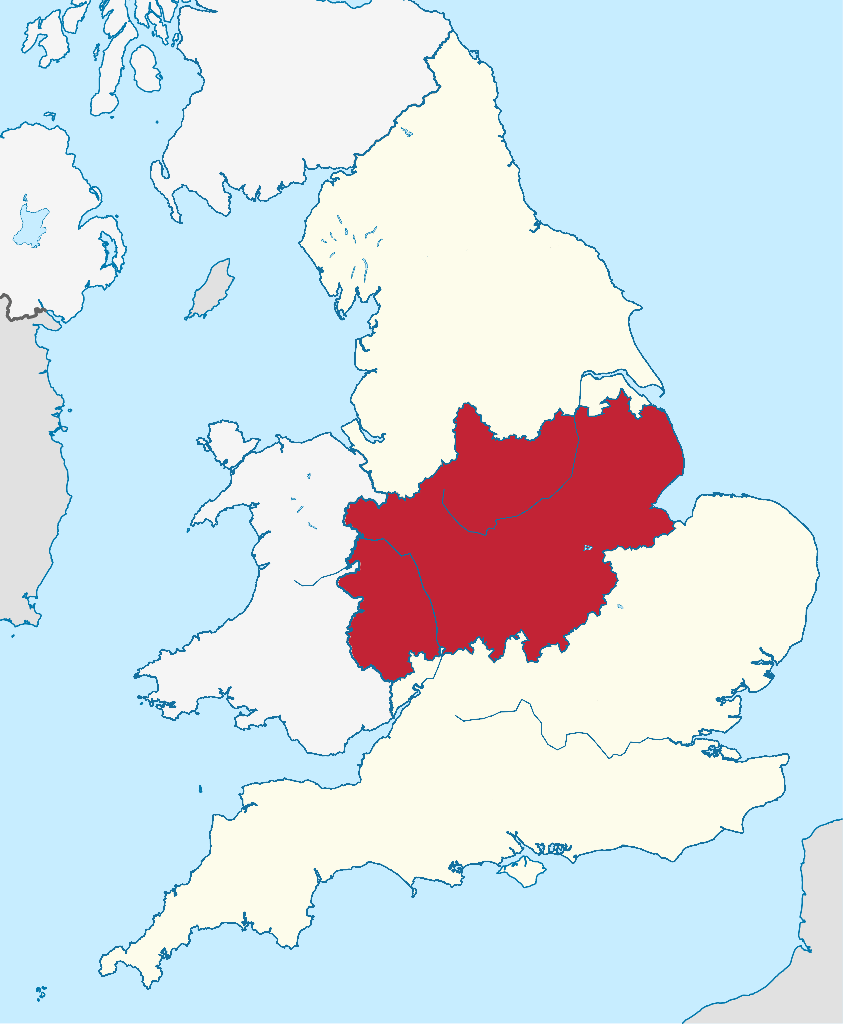
As Midlands, no centro da Inglaterra.

As Midlands, ou Terras Médias, formam uma região geográfica do centro da Inglaterra. Historicamente, correspondem às terras do antigo Reino da Mércia e, atualmente, estão administrativamente divididas entre as de Este e de Oeste:
Midlands do Leste
- UKF1 	Derbyshire e Nottinghamshire
- UKF2 	Leicestershire, Rutland e Northamptonshire
- UKF3 	Lincolnshire

Midlands do Oeste
- UKG1 	Herefordshire, Worcestershire e Warwickshire
- UKG2 	Shropshire e Staffordshire
- UKG3 	West Midlands

(Esta lista faz parte do Anexo A10 da lista de regiões dos Estados-Membros, baseadas nos níveis 1 e 2 da Nomenclatura Comum das Unidades Territoriais Estatísticas (NUTS).